# Mukōgaoka-Yūen Monorail
Die Mukōgaoka-Yūen Monorail (jap. 向ヶ丘遊園モノレール, Mukōgaoka-Yūen Monorēru) war eine Einschienenbahn auf der japanischen Insel Honshū. Auf dem Gebiet der Stadt Kawasaki in der Präfektur Kanagawa gelegen, verband sie den Bahnhof Mukōgaoka-Yūen mit dem gleichnamigen Freizeitpark. Die Einschienenbahn verkehrte von 1966 bis 2000, die Betreiberin war die Bahngesellschaft Odakyū Dentetsu.

## Strecke und Technik
Ausgangspunkt war die Südseite des Bahnhofs Mukōgaoka-Yūen (), wo sich die Endstation der Monorail über dem Mittelstreifen der Zugangsstraße befand. Die 1,1 km lange Strecke folgte in südwestlicher Richtung dem Nikaryō-Kanal, der parallel zur Präfekturstraße 9 verläuft. Nach einer engen Kurve überquerte sie beide und endete in der Station Mukōgaoka-Yūen-seimon () unmittelbar beim Haupteingang des Freizeitparks. Dort befand sich auch das Depot. Die einspurige Strecke war mit 600 V Gleichspannung elektrifiziert (mit Zuleitung über eine Stromschiene).
Bei der Anlage handelte es sich um eine von nur zwei Sattelbahnen des Typs Lockheed (die andere war die von 1966 bis 1974 verkehrende Einschienenbahn Himeji). Die aufgeständerte Trasse bestand aus einer festen Fahrbahn aus Beton, auf der eine Stahlschiene verlegt war. Dementsprechend war die Geräuschentwicklung ähnlich wie bei einer konventionellen Bahnstrecke. Der einzige, aus zwei zusammengekuppelten Wagen bestehende Zug der Baureihe Odakyū 500 stammte von Kawasaki Aerospace. Die aus einer Aluminiumlegierung gefertigten Wagen waren 13,57 m lang, 3,05 m breit und 3,275 m hoch. Sie hatten ein Leergewicht von 16,2 Tonnen, fassten 120 Personen (davon 46 auf Sitzplätzen) und besaßen einen Führerstand. Die Fahrmotoren von Mitsubishi Electric erzeugten eine Leistung von 75 kW.

## Geschichte
Die Bahngesellschaft Odakyū Dentetsu eröffnete am 1. April 1927 die Odakyū Odawara-Linie von Shinjuku nach Odawara, mitsamt dem Bahnhof Mukōgaoka-Yūen. Am 14. Juni desselben Jahres öffnete der gleichnamige Freizeitpark seine Tore. Um die An- und Abreise zu erleichtern, verkehrte zwischen Bahnhof und Freizeitpark eine schmalspurige Ausflugsbahn; zum Einsatz kam ein Zug mit Diesellokomotive. Während des Pazifikkriegs war der Betrieb eingestellt, doch die Odakyū Dentetsu nahm diesen am 25. März 1950 wieder auf, diesmal mit einer Batterie-E-Lok. Wegen des Ausbaus der Präfekturstraße 9 musste die Strecke im Herbst 1965 abgebrochen werden, weshalb die Bahngesellschaft nach einer Alternative Ausschau hielt.

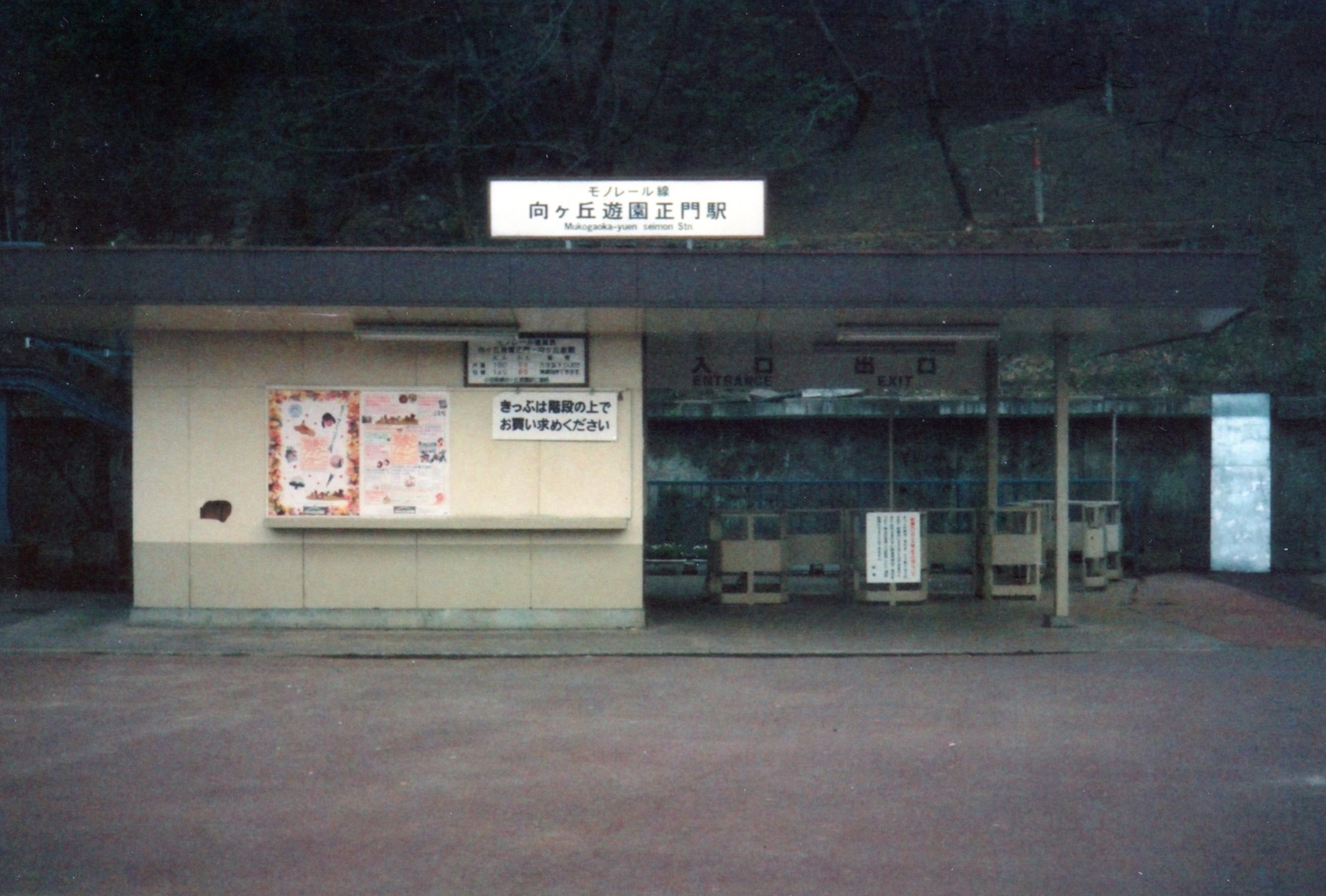
Station beim Freizeitpark (1989)

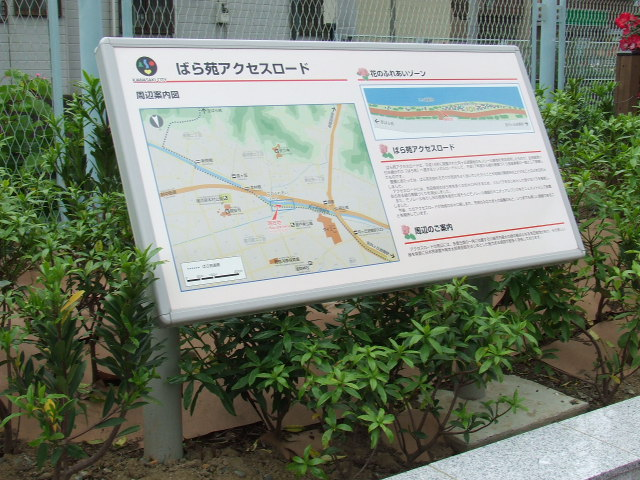
Hinweistafel beim Bahnhof

Seit 1962 bestand auf dem Werksgelände von Kawasaki Aerospace in Kakamigahara (Präfektur Gifu) eine Teststrecke, auf der Lockheed im Rahmen eines Joint-Ventures ein selbst entwickeltes System für Einschienenbahnen erprobte. Die Odakyū Dentetsu erwarb einen der Prototypen, ließ diesen anpassen und errichtete innerhalb weniger Monate eine Monorail-Strecke, deren Trasse weitgehend identisch mit jener der Ausflugsbahn war. Die Eröffnung erfolgte am 23. April 1966, die Baukosten betrugen auf 200 Millionen Yen. Während der Öffnungszeiten des Freizeitparks verkehrte die Bahn alle 15 Minuten, eine Fahrt dauerte drei Minuten. In den 1980er Jahren lag die Fahrgastzahl im Tagesdurchschnitt bei rund 1800, halbierte sich jedoch in den 1990er Jahren.
Bei einer routinemäßigen Kontrolle am 13. Februar 2000 entdeckten Wartungstechniker tiefe Risse am Fahrwerk, verursacht durch die langjährige Belastung. Daraufhin ordnete die Odakyū Dentetsu die sofortige Betriebseinstellung an. Diese Einschienenbahn war mittlerweile die einzige des Typs Lockheed und auch die Strecke war nicht mehr in einem guten Zustand. Ein kompletter Ersatz hätte 380 Millionen Yen gekostet, was die Bahngesellschaft angesichts der sinkenden Besucherzahlen als zu hoch befand. Die offizielle Stilllegung der Einschienenbahn war am 1. März 2001. Dreieinhalb Wochen später, am 24. und 25. März, fand eine Abschiedsveranstaltung statt; anschließend begann der Abbruch. Der Freizeitpark selbst wurde im März 2002 geschlossen.